# كوري هايتاور
كوري هايتاور (بالإنجليزية: Cory Hightower)‏ مواليد 30 يونيو 1979 في فلينت، هو لاعب كرة سلة أمريكي. بدأ مسيرته الاحترافية في سنة 2000. تم اختياره من قبل فريق سان أنطونيو سبرز خلال الدرافت. لعب مع هارلم غلوبتروترز. يبلغ طوله 6 قدم 8 بوصة (2.0 م). اعتزل اللعب في 2012.

## روابط خارجية
- كوري هايتاور على موقع سبورتس رفرنس (الإنجليزية)
- كوري هايتاور على موقع كرة السلة الأوروبية.كوم (الإنجليزية)
- كوري هايتاور على موقع ريلجم (الإنجليزية)
- كوري هايتاور على موقع بروبوليرز (الإنجليزية)